# Гармония (мифология)
Гармония (др.-греч. Ἁρμονία) — в древнегреческой мифологии богиня согласия, олицетворение счастливого брака. Дочь «противоположных» богов Ареса и Афродиты, по другой версии, дочь Зевса и Электры. Жена Кадма, мать Автонои, Агавы, Ино́, Семелы и Полидора, сестра Иасиона.
Воспитана плеядой Электрой. Афина и Гефест подарили ей «платье, окрашенное преступными составами» (vestis sceleribus tincta), по которому их (sic) потомки должны были быть опознаны как запятнанные преступлением, греховные.
Её свадьбу с Кадмом почтили своим присутствием (впервые) все олимпийцы. Сам Аполлон играл на кифаре, музы — на авлосах, другие же боги славословили счастливцев речами. Гермес подарил Гармонии лиру; Афродита (или Гефест, или Афина) — ожерелье, пеплос и авлосы; Деметра (которая возлегла с Иасионом в поле) — урожай пшеницы, а Электра — священные обряды Великой Матери богов с причитающимися этим обрядам кимвалами, тимпанами и весёлой свитой. Из всех свадебных даров Гармонии наибольшую известность обрело ожерелье (позже известное как Ожерелье Гармонии), принесшее ей (и всем позднейшим обладателям этого украшения) несчастье.
По Нонну, свадьба состоялась либо на Самофракии, либо у озера Тритониды. В Фивах показывали развалины брачного чертога Гармонии и место на площади, где на свадьбе пели Музы, а также три статуи Афродиты, бывшие посвятительным даром Гармонии и сделанные из деревянных украшений на носу корабля Кадма.
Позднее, уже в Иллирии, когда Кадм (по его собственной просьбе) был обращён богами в змея, Гармония в отчаянии сорвала с себя одежды и призвала супруга к себе. Кадм, обвив её нагое тело, лизал ей уста и ласкал грудь. Безутешная Гармония обратилась тогда к богам, дабы и её они превратили в змею, что и было исполнено.
В древнеримской мифологии Гармонии соответствует Конкордия.
В честь Гармонии назван астероид (40) Гармония, открытый в 1856 году, и линия Гармония на спутнике Юпитера Европе. Название было выбрано в ознаменование окончания Крымской войны 1853–1856.